# Joanna de Ângelis

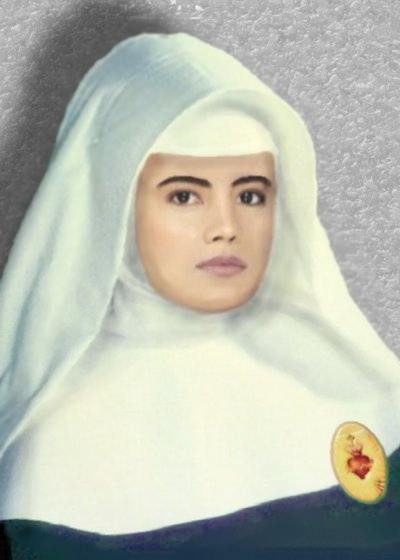
Joanna de Ângelis.

Joanna de Ângelis é alegadamente um espírito, tratada pelo médium espírita brasileiro Divaldo Franco como sua guia espiritual. A ela é atribuída a autoria de grande parte das obras psicografadas pelo médium.
A obra atribuída a Joanna de Ângelis é composta por dezenas de livros, muitos deles traduzidos para diversos idiomas, versando sobre temas existenciais, filosóficos, religiosos, psicológicos e transcendentais. Dentre as obras atribuídas ao espírito, destacam-se as da Série Psicológica, composta por dezesseis livros, nos quais ela estabelece uma ponte entre a Doutrina Espírita e as modernas correntes da psicologia, em especial a transpessoal e junguiana.

## As encarnações de Joanna de Ângelis

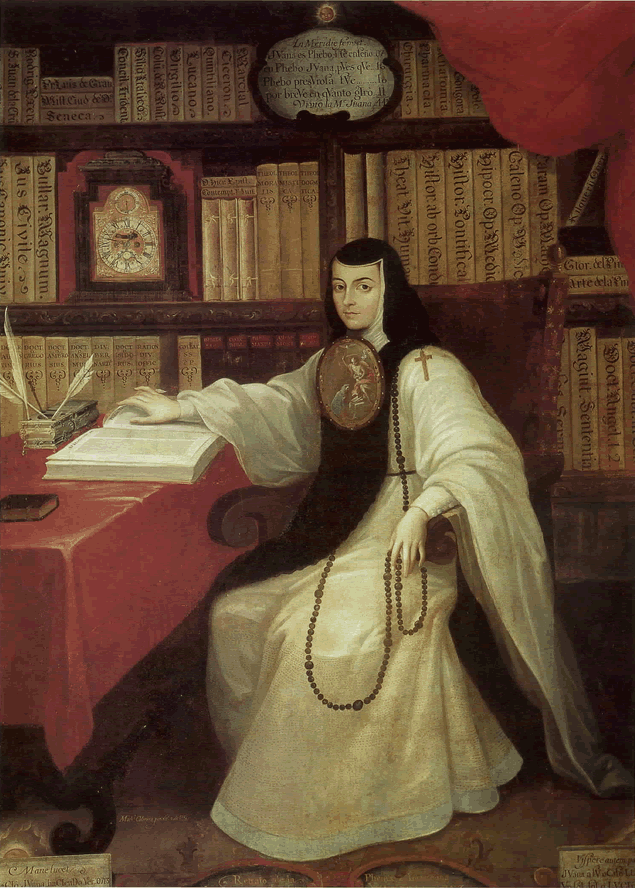
Sor Juana Inés de la Cruz

Segundo Divaldo Franco, em sua primeira manifestação, a 5 de dezembro de 1945, Joanna de Ângelis se apresentou com o epíteto "um Espírito amigo", que por muitos anos teria sido um pseudônimo utilizado por ela.
Atribuem-se ainda a ela as seguintes personalidades históricas:
- Joana de Cusa, seguidora de Jesus que, segundo a obra de Divaldo Franco, teria sido mártir cristã.
- Santa Clara de Assis (1194-1253), que viveu no século XIII, seguidora de São Francisco de Assis e fundadora da Ordem das Clarissas.
- Juana Inés de La Cruz (1651-1695), pseudônimo religioso da poetisa mexicana Juana de Asbaje, que viveu durante o século XVII.
- Joanna Angélica de Jesus (1761-1822), também sóror e depois abadessa que viveu no início do século XIX e protagonizou doloroso drama na Independência da Bahia.

## Principais obras
Dentre os livros alegadamente psicografados por Divaldo Franco, que trazem a assinatura de Joanna de Ângelis, sobressaem:
Da sua Série Psicológica:
- Jesus e Atualidade - 1989
- O Homem Integral - 1990
- Plenitude - 1991
- Momentos de Saúde e Consciência - 1992
- O Ser Consciente - 1993
- Autodescobrimento: Uma Busca Interior - 1995
- Desperte e seja feliz - 1996
- Vida: Desafios e Soluções - 1997
- Amor, imbatível amor - 1998
- O Despertar do Espírito - 2000
- Jesus e o evangelho a luz da psicologia profunda - 2000
- Triunfo Pessoal - 2002
- Conflitos Existenciais - 2005
- Encontro com a paz e a Saúde - 2007

- Em Busca da Verdade - 2009
- Psicologia da Gratidão - 2011